# جون د. والاس
جون د. والاس (بالإنجليزية: John D. Wallace)‏ هو سياسي كندي، ولد في 26 مارس 1949 في تورونتو في كندا. حزبياً، نشط في حزب المحافظين الكندي. وقد انتخب عضو مجلس الشيوخ الكندي.